# 卫姬 (齐桓公母)
卫姬（?—?），齐僖公的夫人，齐桓公的母亲。
卫姬原是卫国人，嫁给姜齐的国君齐僖公，生下齐桓公。齐僖公其他的子女齐襄公、文姜、公子纠，不是卫姬所生。齐桓公是卫姬的儿子，得到齐僖公宠爱。有鲍叔牙、宾须无、隰朋作为辅助，有莒国、卫国作为外援，有国氏、高氏作为内应。